# Закон розвитку природної системи за рахунок навколишнього її середовища
Закон розвитку природної системи за рахунок навколишнього її середовища — будь-яка природна система може розвиватися лише за рахунок використання матеріально-енергетичних та інформаційних можливостей навколишнього її середовища. Абсолютно ізольований саморозвиток неможливий. Закон є наслідком з начал  термодинаміки. Він має надзвичайно важливе теоретичне і практичне значення завдяки основним своїм наслідкам:
1. Будь-яка абсолютно безвідходна технологія неможлива (це рівнозначне створенню  «вічного» двигуна).
2. Будь більш високоорганізована  біотична система (наприклад, вид живого), використовуючи і видозмінюючи середовище життя, являє потенційну загрозу для більш низькоорганізованних систем (завдяки цьому в земній біосфері неможливе повторне зародження життя — воно буде знищене існуючими організмами).
3. Біосфера Землі як система розвивається не тільки за рахунок ресурсів планети, але опосередковано за рахунок і під керуючим впливом космічних систем (насамперед  Сонячної).